# Harsbo-Sverkersholm
Harsbo-Sverkersholm är ett naturreservat i Valdemarsviks kommun i Östergötlands län.
Området är naturskyddat sedan 2000 och är 51 hektar stort. Reservatet utgörs av flera delområden på båda sidor om sjön Ken och kring gårdarna Sverkersholm och Harsbo. Reservatet består av ädellövskog med grova ekar.